# Сазонов, Валерий Петрович
Валерий Петрович Сазонов (1 марта 1945, Пенза — 17 марта 2015, там же) — директор Пензенской картинной галереи им. К. А. Савицкого, доцент ПГПУ, член Союза художников РСФСР (с 1981 г.), член Международного Совета музеев при ЮНЕСКО, член исполкома Ассоциации музеев России. Заслуженный деятель искусств РФ (1992).

## Биография и творческие занятия
Родился в семье служащих. После школы учился в Ленинградском институт живописи, скульптуры и архитектуры им. И. Е. Репина (по специальности «теория и история искусств», заочно, 1974 г.).
Работать Сазонов начал в 1963 году после получения диплома Пензенского педагогического училища учителем рисования и черчения в школе № 47 г. Пензы. Также Сазонов одновременно преподавал черчение в средней вечерней школе № 1.
В 1964—1967 гг. находился в рядах Вооружённых Сил СССР на срочной службе.
В 1967—1969 гг. был заведующим отделом школ и вузов Железнодорожного РК ВЛКСМ г. Пензы.
В 1969—1972 гг. работал начальником бюро эстетики завода ВЭМ.
В 1972 году, в возрасте 27 лет, был назначен на должность директора Пензенской картинной галереи им. К. А. Савицкого. В этой должности он проработал свыше 40 лет, до момента смерти.
Также преподавал историю искусств в Пензенском художественном училище им. К. А. Савицкого.
С 1990 года — старший преподаватель, затем — доцент кафедры мировой и отечественной художественной культуры Пензенского государственного педагогического университета им. В. Г. Белинского.
Избирался депутатом Пензенского городского совета народных депутатов.
В 1996 году был доверенным лицом Б. Н. Ельцина на выборах Президента РФ.
Одновременно, в 2002 году Сазонов получил приглашение в Пензенскую государственную архитектурно-строительную академию на должность профессора по истории изобразительных искусств.
Был членом совета сторонников Пензенского регионального отделения Всероссийской политической партии «Единая Россия».
Умер 17 марта 2015 года после тяжёлой продолжительной болезни.
Похоронен на Аллее Славы Новозападного кладбища г. Пензы.

## Семья
Женат, имеет сына и дочь. Жена: Сазонова-Давкова Ирина Эдисоновна (1966 г.р.), канд. филол. наук, доцент МГУ им. М. В. Ломоносова; дочь: Фокина Екатерина Валерьевна (1977 г.р.), директор Музея одной картины им. Г. В. Мясникова

## Награды
- Заслуженный деятель искусств РФ (28 декабря 1992) - за заслуги в области искусства
- Благодарность Президента РФ (1996)
- Медаль ордена «За заслуги перед Отечеством» II степени (1997) — за заслуги перед государством и большой вклад в развитие отечественного музейного дела[2]
- Почетный знак Губернатора Пензенской области «Во славу земли Пензенской» (2002)
- Памятный знак «За заслуги в развитии города Пензы» (2011)[3]
- Орден преподобного Сергия Радонежского III степени (РПЦ, 2000 год)[4]